# Лотицационе-Барлоко (Варезе)
Лотицационе-Барлоко је насеље у Италији у округу Варезе, региону Ломбардија.
Према процени из 2011. у насељу је живело 229 становника. Насеље се налази на надморској висини од 221 м.